# Championnat du Danemark masculin de handball 2012-2013
 (juillet 2022).
Si vous disposez d'ouvrages ou d'articles de référence ou si vous connaissez des sites web de qualité traitant du thème abordé ici, merci de compléter l'article en donnant les références utiles à sa vérifiabilité et en les liant à la section « Notes et références ».
Navigation
Saison 2011-2012 Saison 2013-2014
Le championnat du Danemark masculin de handball 2013-2014 est la 77e édition de la compétition.